# Polizeirevier Blankenburg

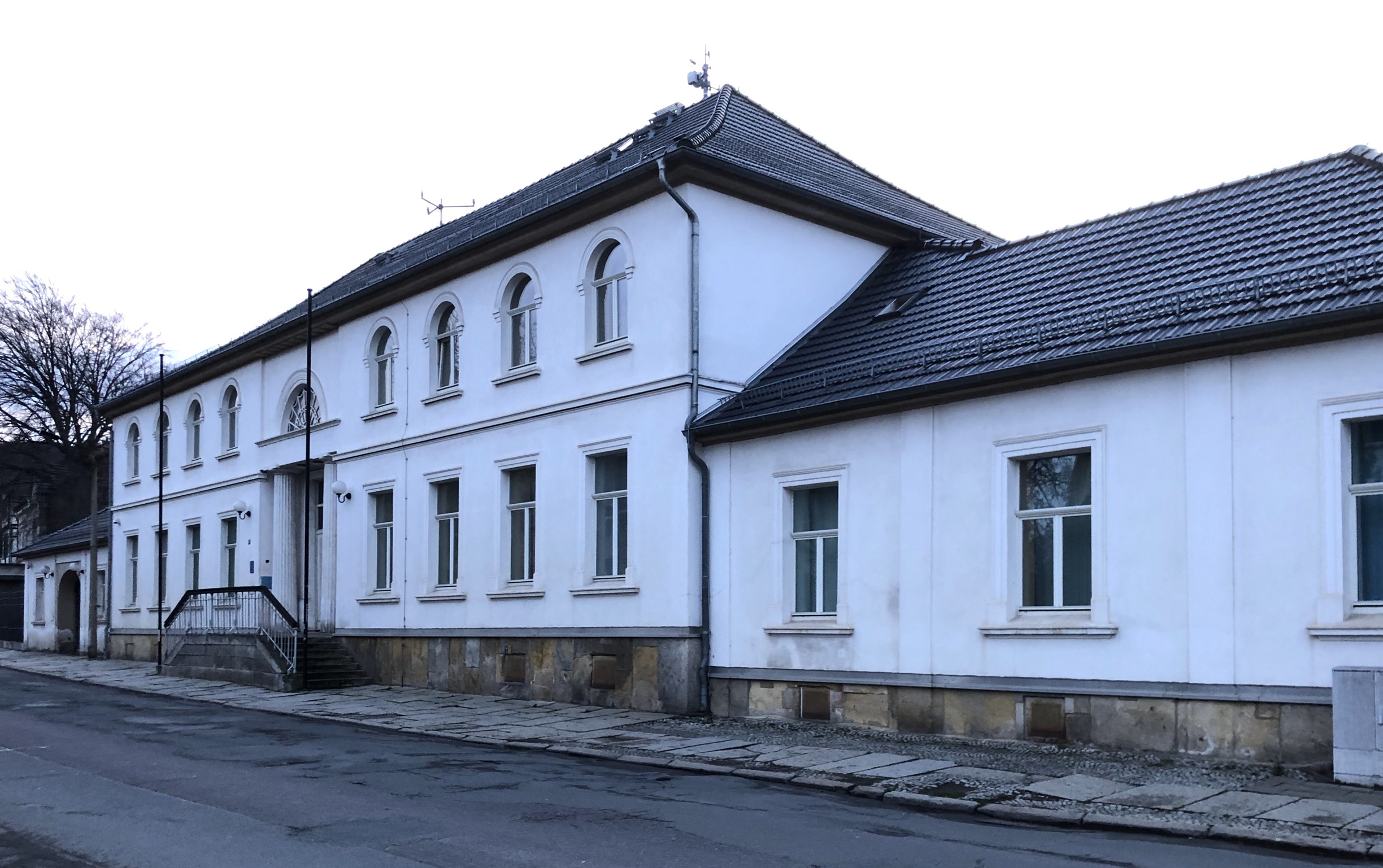
Polizeirevier Blankenburg, 2020

Das Polizeirevier Blankenburg ist ein ehemaliges Polizeirevier der Polizei Sachsen-Anhalt in der Stadt Blankenburg (Harz). Das Polizeigebäude steht unter Denkmalschutz.

## Lage
Es befindet sich nördlich der Blankenburger Altstadt auf der Westseite der Herzogstraße an der Adresse Herzogstraße 11.

## Architektur und Geschichte
Das repräsentative zweigeschossige Gebäude wurde im Jahr 1802 durch den Geheimen Kriminalrat Niethake im Stil des Klassizismus errichtet. Das mittig angeordnete Eingangsportal wird durch Säulen flankiert. Die Fenster des Obergeschosses sind als Rundbögen ausgeführt. Zuvor befand sich in diesem Bereich der herzogliche Küchengarten. Herzog Karl Wilhelm Ferdinand hatte Teile des Gartens an Beamte und Private zu Bauzwecken verschenkt. Etwas später bewohnte Droste Rieche das Haus. Er soll im Oktober 1806 für eine Nacht den französischen Heerführer Joachim Murat hier als Gast beherbergt haben. Spätere Bewohner des Hauses waren Legationsrat von Gruner und Amtsrat Hindersin.
Im 20. Jahrhundert befand sich im Gebäude die Druckerei der sozialdemokratischen Zeitung Harzer Echo und danach die nationalsozialistische Harzer Tageszeitung. Nach dem Zweiten Weltkrieg war im Haus das Heimatmuseum untergebracht. Es schloss sich eine Nutzung als Kinderheim und in den 1980er Jahren als Altenheim an.
Im örtlichen Denkmalverzeichnis ist das Wohnhaus unter der Erfassungsnummer 094 01772 als Baudenkmal verzeichnet.

## Nutzung
Das Gebäude beherbergt heute eine Außenstelle des Bundesautobahn-Polizeireviers der Polizeiinspektion Magdeburg und der Regionalbereichsbeamten des Polizeirevier Harz für den Bereich Blankenburg.